# Erster Markgrafenkrieg
Der Erste Markgrafenkrieg (1449–1450) entstand aufgrund von Zwistigkeiten zwischen dem Markgrafen Albrecht Achilles von Brandenburg-Ansbach und der Reichsstadt Nürnberg. Dabei forderte Albrecht, dritter Sohn Friedrichs I. von Brandenburg, Besitz zurück, der ehemals seiner Familie gehört hatte.

## Anlass
Noch grundsätzlicher war das Bemühen Albrechts, das Kaiserliche Landgericht des Burggraftums zu Nürnberg wieder als regionale Oberinstanz in seiner Hand zu sehen und gleichzeitig die Kompetenz des Nürnberger Bauerngerichts zu beschränken. Dazu kamen noch kleinere Streitpunkte wie die hohe Gerichtsbarkeit in Gostenhof (Stadt Nürnberg), der Schutz dreier Klöster und deren Besitz in Nürnberg (namentlich Egidienkloster Nürnberg, Heilsbronner Hof und Frauenauracher Hof), der Wildbann in den Reichswäldern sowie Münzrechte. Diese Rechte stammten aus der Zeit der Burggrafschaft vor 1427 und Albrecht wollte sie im Rahmen seiner politischen Pläne reaktivieren. Dagegen nahmen die Nürnberger die Ausübung obrigkeitlicher Rechte auch außerhalb ihrer Mauern in Anspruch und ebenso den Genuss von Regalien, die Albrecht für ein Zubehör seiner fürstlichen Hoheit hielt. Über ein Bergwerksunternehmen, an dem sich Nürnberg beteiligte, war 1448 der Streit zum Ausbruch gekommen.
Am 2. Juli 1449 überbrachte ein schwarz-weiß gekleideter Herold den mit einem Strohkranz umwundenen Fehdebrief des Markgrafen. Der Rat von Nürnberg wies die Beschuldigungen zurück und sandte einen Absagebrief mit einem siebenfarbigen Seidenkranz.
Schon lange zuvor hatten sich die Parteien um Bundesgenossen bemüht. Nürnberg war seit 1444 bzw. 1446 Mitglied des Städtebundes, der so schwäbische und fränkische Städte umfasste. Albrecht brachte durch sein diplomatisches Verhalten und durch seine Kunst der Menschenbehandlung vom fränkischen Adel und darüber hinaus zusammen, was Name und Klang hatte. Nürnberg blieb isoliert, weil die Verbündeten zu weitab saßen und mit ihren eigenen Auseinandersetzungen beschäftigt waren, wie die Schlacht bei Waldstetten zeigt, Albrecht Achilles zählte überdies zu den einflussreichsten Reichsfürsten und engen Vertrauten Kaiser Friedrichs III.

## Kriegsverlauf
Nun setzte jener »tägliche« Krieg ein mit seinem furchtbaren Wüsten, Brennen, Rauben und Plündern. Keine einzige große Schlacht wurde geschlagen. Das Hauptziel war, den Feind mit allen möglichen Mitteln zu schädigen. Man unterband gegenseitig die Zufuhr, nahm sich die Schlösser ab, holzte die Wälder und Weinberge ab und fischte die Weiher aus. Die Menschenverluste waren verhältnismäßig gering, aber unermesslichen Schaden erlitten die Bauern durch Viehabtrieb und Felderverwüstung.
Ein direkter Angriff des Markgrafen auf das befestigte Nürnberg mit 7000 Mann blieb erfolglos, aber während des Krieges wurden zahlreiche Orte um Nürnberg schwer in Mitleidenschaft gezogen.

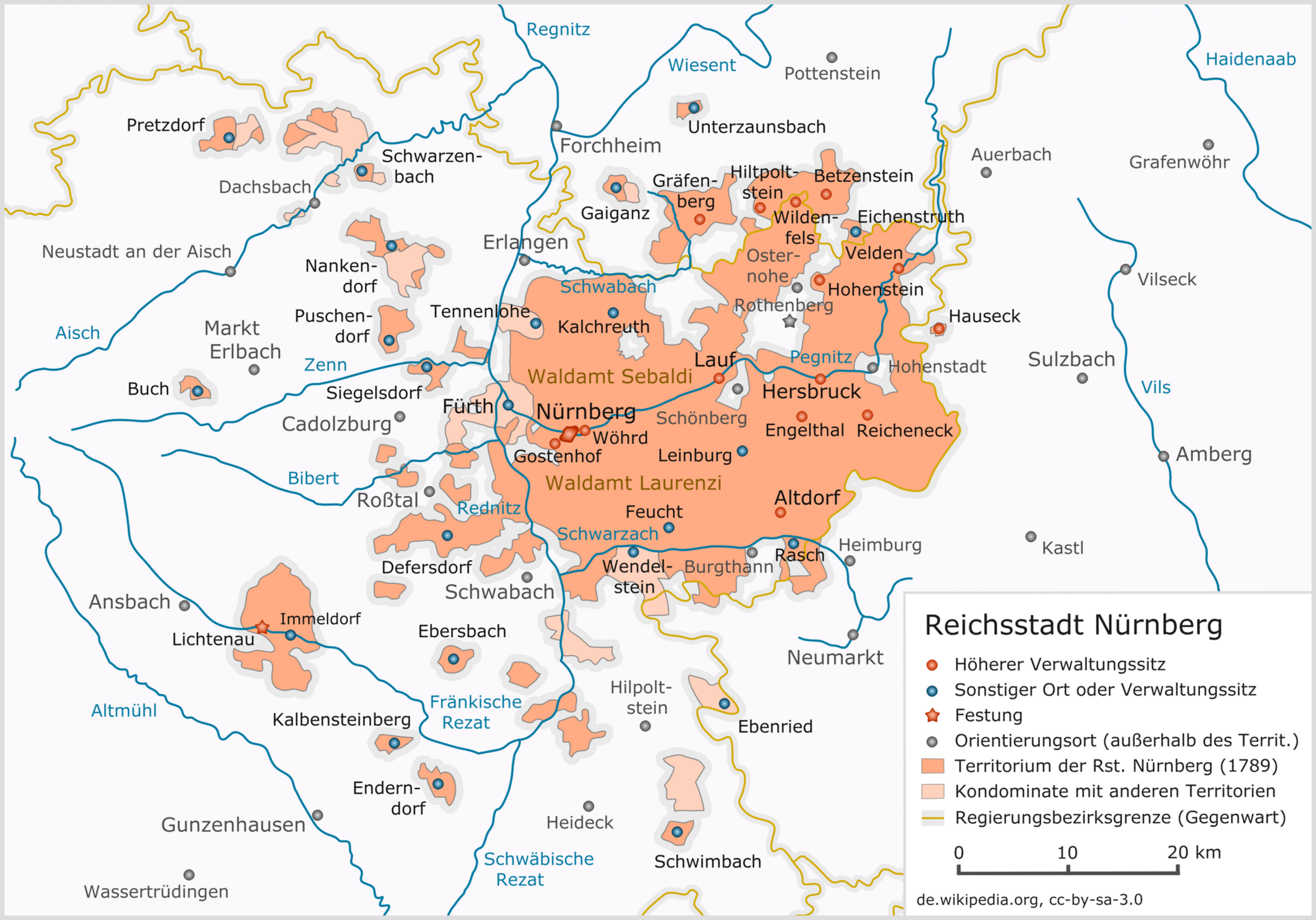
Das Landgebiet der Reichsstadt Nürnberg

Die markgräflichen Truppen zerstörten dabei im Nürnberger Umland nach dem Kriegsbericht Erhard Schürstabs zahlreiche Orte wie Heroldsberg, Feucht, Ziegelstein, Erlenstegen, Schafhof, Schoppershof, Mögeldorf, Großreuth, Kleinreuth, Thon, Lohe, Schnepfenreuth, Almoshof, Höfles, Wetzendorf, Schniegling, Gebersdorf, Sündersbühl, Schweinau, Kornburg, Röthenbach und Wendelstein. Der Gostenhof wurde vom Nürnberger Rat selbst 'vorsorglich' zerstört.
Die Brandschatzung und weitgehende Verwüstung („Verbrannte Erde“) ganzer Ortschaften gehörte zur Strategie dieses Krieges.
Im Gegenzug zerstörten die Nürnberger das markgräfliche Schloss Malmsbach
Am 13. August 1449 eroberte Albrecht die den Nürnbergern gehörende Feste Lichtenau.
Aus acht Scharmützeln gegen Nürnbergische Truppen ging Albrecht siegreich hervor. Am 11. März 1450 verlor Albrecht dann jedoch eine Schlacht an den Weihern des Klosters Pillenreuth gegen ein Nürnbergisches Heer unter Führung von Heinrich X. Reuß von Plauen. Albrecht hatte siegessicher verkündet, an diesem Weiher zur Provokation Nürnbergs fischen zu wollen; „sie möchten kommen und ihm helfen die Fische zu fangen und essen; er erwarte sie“. Die Größe des darauf entsendeten Nürnberger Heeres mit fast 500 Reitern und zusätzlichem 4000 Mann Fußvolk überraschte ihn, dennoch blieb er trotz Unterzahl seiner Truppen zunächst siegesgewiss. Kunz von Kauffungen, der eine Partei Armbrustschützen der Nürnberger kommandiert hatte, stellte Albrecht schließlich nach verlorener Schlacht, ließ ihn aber entkommen.

## Friedensschluss
Der Krieg endete mit einem vorläufigen Friedensvertrag, der am 22. Juni 1450 in Bamberg geschlossen wurde. Darin musste Albrecht alle eroberten Gebiete an die Stadt Nürnberg zurückgeben. Beim endgültigen Friedensschluss in Lauf am 27. April 1453 wurde letztlich der herrschaftliche Zustand vor dem Krieg bestätigt. Dabei musste im Fall der Markgrafenfehde Albrecht Achilles seine Eroberungen aufgeben; die Nürnberger hingegen hatten jährliche Zahlungen sowie einmalig 25.000 Gulden an ihn zu entrichten. Trotz schwerer materieller Einbußen hat die Reichsstadt sich 1453 den Frieden noch erkaufen können. Schon nach wenigen Friedensjahren später war der Markgraf 1459 im Bayerischen Krieg in den nächsten Krieg mit Ludwig dem Reichen verwickelt.
Dieser Krieg gegen Nürnberg war der Kern einer größeren Auseinandersetzung: 31 Reichsstädte verbündeten sich gegen ein Bündnis von hauptsächlich oberdeutschen Fürsten und kämpften teilweise koordiniert an verschiedenen Schauplätzen gegeneinander in einem Krieg, der fast ganz Süddeutschland vom Rhein bis nach Sachsen „in die Wirren der Auseinandersetzungen zwischen Fürsten und Städten“ zog. Dieser Krieg wurde später als Zweiter (süddeutscher) Städtekrieg bekannt.
Man kann die Jahre von 1440 bis 1460 durchaus als ein Zeitalter der Städtekriege auffassen. Mit dem Alten Zürichkrieg, der Soester Fehde, dem brandenburgischen Städtekrieg, und der Mainzer Stiftsfehde – um nur einige der Auseinandersetzungen zu nennen – waren viele Fürstentümer und Städte im agonal verfassten Reich in Macht-Verteilungskämpfe verwickelt.
Der Zweite Markgrafenkrieg entwickelte sich unmittelbar aus dem Fürstenaufstand im Jahre 1552 heraus.